# Белинский, Николай Иванович
Николай Иванович Белинский (род. 16 января 1852, Винница — 1930-е, Каменец-Подольский) — украинский историк, этнограф, языковед, педагог.

## Биография
Николай Белинский родился в 1852 году в Виннице.
В 1875 году окончил Киевский университет, историко-филологический факультет.
С 1875 по 1877 годы работал учителем в Каменец-Подольском. Преследовался властями «за симпатии к украинству».
В 1877 году был переведён в Уральск. От перевода отказался, уволился со службы и стал читать частные лекции в Киеве. Также был сотрудником газет «Труд» и «Заря».
С 1885 года работал Службе Контроля полесской железной дороге в Житомире, с 1888 года — налоговым инспектором в Александрии, с 1893 года — налоговым инспектором в Одессе.
С 1895 — совладетель иллюстрированного еженедельника «По морю и суше». Издание успеха не имело и в 1897 году было закрыто.
В 1910 году в связи с болезнью переехал в Винницу. Был сотрудником редакций винницких журналов «Винницкій Голос» (с 1911 года), «Свободный Голос» (с 1917), «Слово Подолии» (с 1918). Публиковал в них краеведческие и этнографические статьи и очерки.
С 1921 года — библиотекарь Винницкого филиала Всенародной библиотеки ВУАН. С 1923 года — старший библиотекарь, сначала отдела Ukrainica, потом — отдела рукописей и раритетов.
В 1926 году выехал в Каменец-Подольский. Дата и обстоятельства смерти не известны.

## Научная деятельность
В 1880 году принимал участие в подготовке «Словаря украинского языка» под редакцией Б. Гринченко.
Основные произведения:
- Пісня про панщину // Записки Кіевского Отделенія Рус. Георг. Об-ва, 1874. — Т.1;
- Сельское ссудо-сберегательное товарищество им. П. Галагана в с. Сокиренцах, Прил. уезда, Полт. губ. Очерк десятилетней д’Ьятельности // Труд. — 1882. — № 3-4;
- Какія перемены в обложение торговли и промысловь вводит Положение о государственном и промысловом налоге -Одесса, 1898;
- Життя і діяльність Кармалюка на підставі судових актів та народних пісень. — Вінниця, 1924
- Назва Вінниці та її трансформація. — Вінниця, 1925
- Вінницький замок: Історичний нарис з доби 16 — 18 століть. — Вінниця, 1926
- Часописи Поділля: Історичний нарис з доби 1838—1927 pp. — Вінниця, 1927—1928. — Ч.1-2
- З минулого пережитого 1870—1888 // Україна. — К., 1928. — Кн.2.